# Zonnefakkel

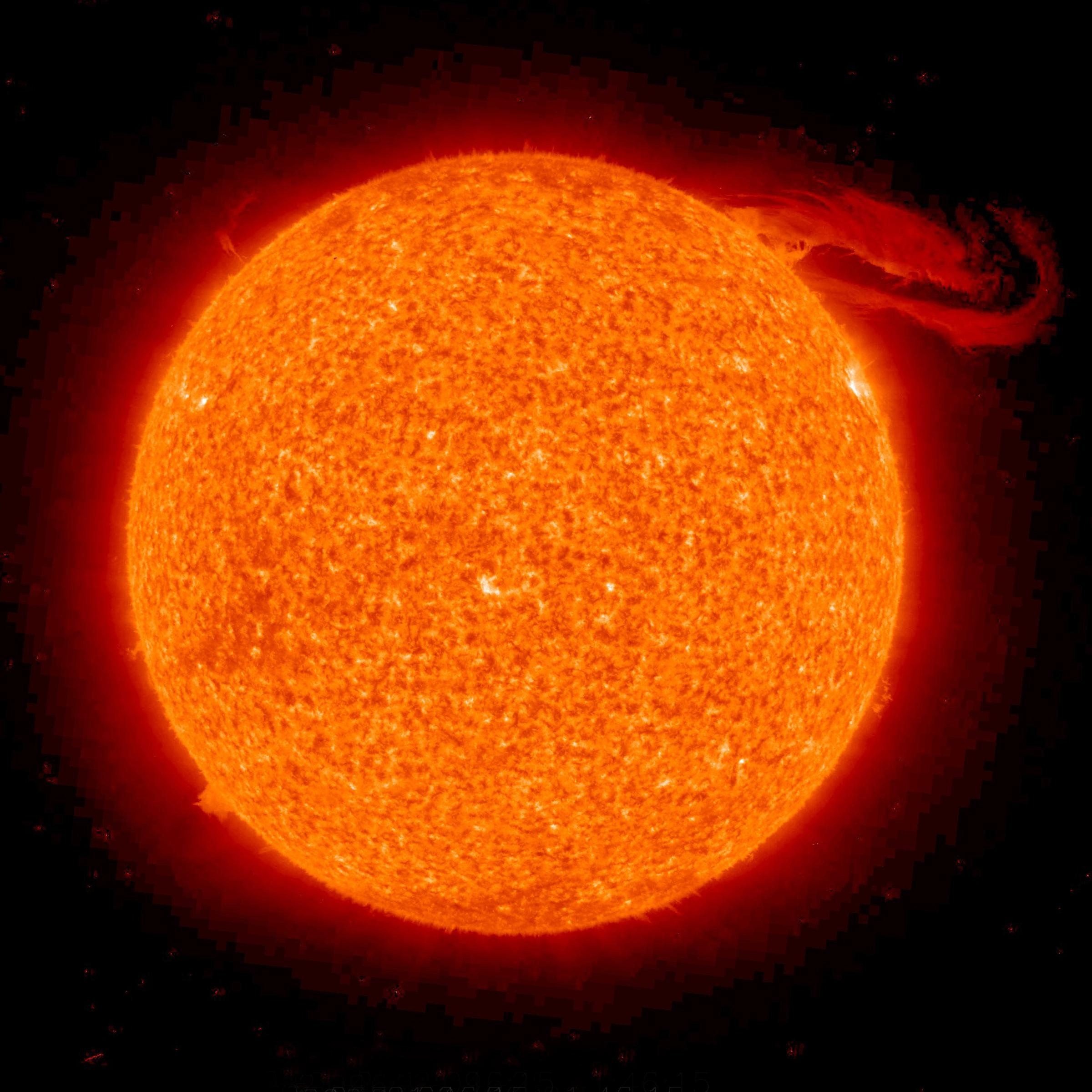
De heldere vlekken (in het midden en rechtsboven) op de zon zijn zonnefakkels. Rechtsboven is tevens een zonnevlam te zien.

Een zonnefakkel of facula is een helder vlokkerig gebied op de zon, dat iets helderder is dan de omliggende fotosfeer.  De fotosfeer is iets minder helder nabij de zonnerand (randverduistering of randverzwakking) en daar zijn de fakkels dan ook het best waarneembaar.

## Soorten zonnefakkels
Fakkels worden opgedeeld in twee soorten: vlekvormige fakkels en puntvormige fakkels.

## Verband met zonnevlekken
Zonnefakkels hangen sterk samen met vlekkengroepen.  Grote groepen zonnevlekken worden altijd door fakkels omgeven, maar er zijn ook fakkels waarin zich nog geen vlek heeft gevormd.  Een actief zonnegebied vertoont doorgaans reeds fakkels alvorens zonnevlekken tevoorschijn komen.  Ook na het verdwijnen van de vlekken blijven de fakkels nog een tijd waarneembaar.  De temperatuur van de zonnefakkels is hoger dan die van de omgeving. Het kan zo zijn dat die verhoging komt door de lagere temperatuur van de zonnevlekken die aan het ontstaan zijn.
Waarschijnlijk zijn de fakkels uitpuilingen, die zich boven het zonsoppervlak bevinden.

## Vlamtong
Een vlamtong (surge) is een soort storing in de hoge chromosfeer tot in de corona van de zon. Het verschijnsel is zichtbaar bijvoorbeeld met een monochromatische filter als een heldere lichtzuil. Een vlamtong bestaat uit hel lichtende en tot grote hoogte opstijgende gassen bij een zonnevlam. De optredende snelheden van deze gassen is van 50 tot 200 kilometer per seconde en hun temperatuur is 25.000 K (kelvin). In 20 tot 100 minuten bereikt een vlamtong haar maximale hoogte waarna de materie weer op de zon terugvalt.